# The Jeweller's Hands
«The Jeweller's Hands» es la canción número 10 del tercer álbum de estudio de la banda británica de rock, Arctic Monkeys.
Presenta una gran variedad de instrumentos, y un sonido muy psicodélico, es también la canción más larga del álbum, y la segunda más larga del grupo, por detrás de Star Treatment, de su sexto álbum Tranquility Base Hotel & Casino.